# Raumbeobachtung
Raumbeobachtung ist Voraussetzung und Grundlage räumlicher Planung. Als laufende Raumbeobachtung wird sie deshalb auf allen Verwaltungsebenen der föderal verfassten Bundesrepublik Deutschland systematisch, regelmäßig und möglichst umfassend betrieben: in Bund, Ländern und Gemeinden. In föderalen Systemen soll einerseits politische Eigenständigkeit der räumlichen Verwaltungseinheiten und soziokulturelle Vielfalt gewahrt und andererseits ökonomische, politische, militärische Integration und Gleichwertigkeit der Lebensbedingungen gefördert werden. Entsprechend ist räumliche Planung mit unterschiedlichsten Querschnittsaufgaben betraut. In der Folge muss sich Raumbeobachtung auf alle raumbedeutsamen Lebensbereiche richten. Sie informiert über
- Struktur und Bewegungen der Bevölkerung,
- Wirtschaft und Arbeitsmarkt,
- Wohnungsversorgung und Infrastruktureinrichtungen,
- natürliche Ressourcen und deren Belastungen.

Die laufende Raumbeobachtung ermittelt und analysiert permanent die regionalen Lebensbedingungen und deren Veränderung mit Hilfe sogenannter Indikatoren aus den Daten der amtlichen Statistik. Dies sind „Anzeiger“ für die in einem weiteren Schritt zu beurteilenden regionalen Lebensbedingungen.

## Räumliches Bezugssystem
Die laufende Raumbeobachtung bedarf der Festlegung eines Raumbezugs. Die Wahl des räumlichen Bezugssystems ist von entscheidender Bedeutung. Die Ergebnisse für die jeweiligen Raumeinheiten sind Grundlage dafür, wie die für die regionale Strukturpolitik verfügbaren Mittel (z. B. der Wirtschaftsförderung, Verkehrserschließung, Agrarstrukturverbesserung usw.) auf die einzelnen Teile des Staatsgebiets oder auch einer Kommune verteilt werden. Wichtige Arbeitsmittel für die Raumbeobachtung sind deshalb geographische Informationssysteme und statistische Informationssysteme, mit deren Hilfe Indikatoren erstellt und visualisiert werden.

## Institutionelle Verankerung
Auf der Ebene des Bundes legt das Raumordnungsgesetz der Bundesrepublik Deutschland die übergeordneten Ziele und Grundsätze der Raumordnung fest. Damit ist es auch wegweisend für die laufende Raumbeobachtung des Bundes, die als Standardaufgabe beim Bundesinstitut für Bau-, Stadt- und Raumforschung (BBSR) angesiedelt ist. Das BBSR veröffentlicht den Raumordnungsbericht, in dem die bundesweiten räumlichen Entwicklungen und raumbedeutsame Planungen und Maßnahmen beschrieben werden, zusätzlich werden jährlich die Indikatoren und Karten zur Raumentwicklung (INKAR) veröffentlicht. Zu den obersten Zielen der Raumordnung und der Raumordnungspolitik zählt, regionale Ungleichheiten abzubauen und damit die Voraussetzung für die Herstellung gleichwertiger Lebensverhältnisse in allen Regionen Deutschlands zu schaffen.
Das räumliche Bezugssystem der laufenden Raumbeobachtung des Bundes richtet sich deshalb u. a. nach dem Kriterium, dass in allen Teilen des Bundesgebietes ungefähr die gleichen Anforderungen an die Erreichbarkeit von Zentren gestellt werden. Raumbeobachtungseinheiten sind dann je nach Problemlage/Fragestellung Bundesländer, Raumordnungsregionen, Kreise und Gemeinden/Gemeindeverbände oder auch Stadtregionen und Metropolregionen, Wachstums- oder Schrumpfungsregionen etc. Darüber hinaus ist Nachhaltigkeit eine besonders hervorgehobene Leitvorstellung für die Raumentwicklung in Deutschland. Da die in ein räumliches Informationssystem zu übernehmenden Indikatoren regelmäßig für alle räumlichen Einheiten zur Verfügung stehen müssen, fehlen in Merkmalskatalogen der Raumbeobachtung häufig für die Beurteilung der Raumentwicklung wichtige Informationen.
Auch die Landesplanung benötigt für ein gezieltes planerisches und raumbezogenes Handeln detaillierte Kenntnisse über gegenwärtige räumliche Strukturen und Entwicklungen. Notwendig sind frühzeitige und umfassende Informationen zu allen raumbedeutsamen Politikfeldern. Auf Landesebene wird die laufende Raumbeobachtung meist durch (statistische) Landesämter wahrgenommen, teilweise obliegt die Raumbeobachtung jedoch auch den obersten oder höheren Raumordnungsbehörden, wie beispielsweise in Baden-Württemberg.
Auf kommunaler Ebene werden bei den statistischen Ämtern, häufig in Kooperation mit den Planungsämtern, regelmäßig raumrelevante Daten auch für die kleinräumigen Einheiten z. B. der Stadtteile zusammengetragen. Basis ist hier das  Raumbezugssystem der Kommunalstatistik. Die großen Städte geben regelmäßig statistische Berichte mit aktuellen Analysen heraus. Ein Austausch über die Ergebnisse der Raumbeobachtung auf dieser Ebene findet z. B. im Verband Deutscher Städtestatistiker (VDSt), im KOSIS-Verbund oder beim Deutschen Städte- und Gemeindebund (DStGB) statt.

## Belege
1. ↑  Landesrecht BW. Abgerufen am 8. Juni 2025.